# Carl August Tholander

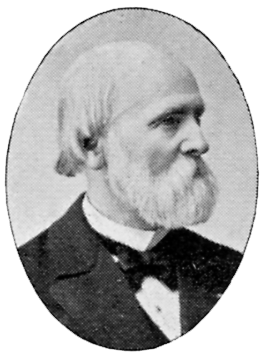
Carl August Tholander, Foto aus einem historischen Lexikon

Carl August Tholander (* 16. Juli 1828 in Kristianstad, Schweden; † 19. Oktober 1910 ebenda) war ein schwedischer Porträt-,  Historien- und Vedutenmaler.

## Leben

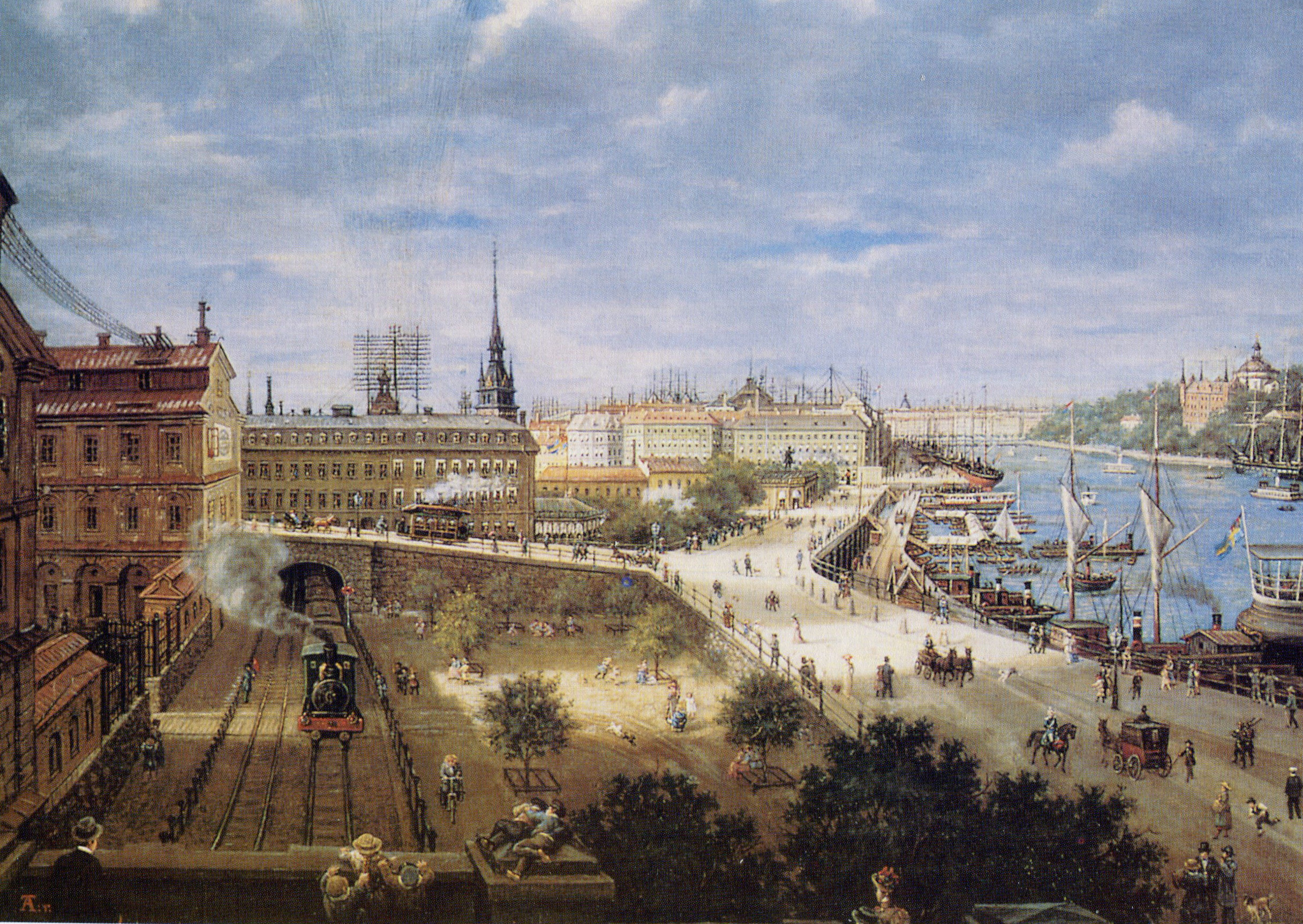
Utsikt över Slussen (Ansicht von Slussen), 1898

Tholander, Sohn des Gustav Tholander, eines Konstapel des Königlich Wendischen Artillerie-Regiments, und dessen Ehefrau Elna Andersdotter († 1846), beschritt in jungen Jahren zunächst eine militärische Laufbahn und wurde Sergeant der Schonen-Husaren (Skånska husarerna). In den Jahren 1848 bis 1850 besuchte er die Kunstakademien von Stockholm und Kopenhagen. 1854 ließ er sich in Göteborg nieder, 1855 in Mariestad. In den Jahren 1856 bis 1857 lebte er in Düsseldorf, dessen Malerschule Künstler aus aller Welt anzog, besonders Skandinavier, die dort eine Kolonie bildeten. Anschließend ging er nach Turku, um an der Zeichenschule des Finnischen Kunstvereins zu unterrichten. Danach lebte er in Moskau, wo er von 1866 bis 1898 als Zeichenlehrer eines deutschen Lyzeums arbeitete und sich als Freimaurer, Swedenborgianer sowie in karitativen Projekten der evangelikalen Stadtmission engagierte. 1876 gehörte er dort zu den Gründern des Christlichen Vereins Junger Menschen. 1899 kehrte er in seine Vaterstadt Kristianstad zurück. Tholander malte vorwiegend Porträts, insbesondere für den Zarenhof (Porträt Alexanders II.) und die Moskauer Aristokratie. Die Stadtansicht Utsikt över Slussen (Ansicht von Slussen), die er 1898 schuf, ist im Stockholmer Stadtmuseum erhalten. Außer in der Malerei wirkte Tholander als Dichter und Essayist.